# Portlahorn
Portlerhorn är en bergstopp i Österrike.   Den ligger i distriktet Bregenz och förbundslandet Vorarlberg, i den västra delen av landet, 500 km väster om huvudstaden Wien. Toppen på Portlerhorn är 2 010 meter över havet, eller 114 meter över den omgivande terrängen. Bredden vid basen är 1,0 km. Portlerhorn ligger vid sjön Blauer See. Den ingår i Kanisfluh.
Terrängen runt Portlerhorn är bergig åt sydost, men åt nordväst är den kuperad. Runt Portlerhorn är det ganska glesbefolkat, med 47 invånare per kvadratkilometer.. Närmaste större samhälle är Dornbirn, 16,0 km nordväst om Portlerhorn. 
Trakten runt Portlerhorn består i huvudsak av gräsmarker.